# Ricardo Alves
Ricardo Alves Coelho da Silva, noto semplicemente come Ricardo Alves (Lourosa, 25 marzo 1993), è un calciatore portoghese, centrocampista del Tractor.

## Caratteristiche tecniche
Interno di centrocampo, può giocare anche da mediano.

## Carriera

### Club
Ha giocato nella prima divisione portoghese, in quella rumena ed in quella slovena.

### Nazionale
Ha partecipato ai Mondiali Under-20 del 2013.

## Palmarès

### Club

#### Competizioni nazionali
- Segunda Liga: 1

Belenenses: 2012-2013
- Campionato sloveno: 2

Olimpia Lubiana: 2015-2016, 2017-2018
- Coppa di Slovenia: 1

Olimpia Lubiana: 2017-2018
- Coppa del Kazakistan: 1

Qaýrat: 2021
- Campionato iraniano: 1

Tractor: 2024-2025